# 타오베이구

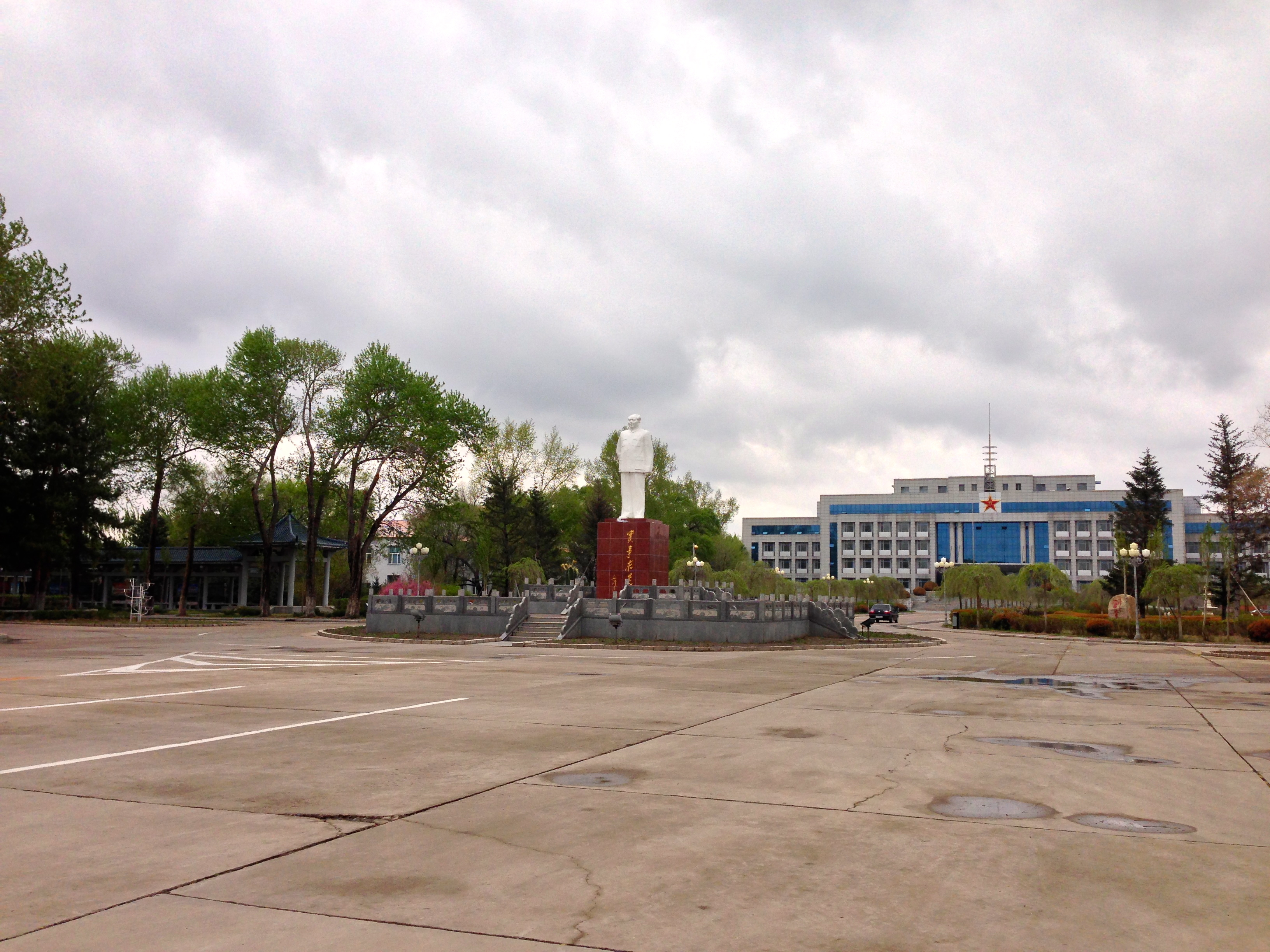

타오베이구(도북구. 중국어 간체자: 洮北区, 병음: Táoběi)구는 지린성 바이청에 속하는 구이다. 면적은 2,525km2, 인구는 약 51만명이다.

## 행정 구역
9개의 가도. 5개의 진, 10개의 향이 위치해 있다.
- 가도: 하이밍 가도(海明街道), 창칭 가도(长庆街道), 뤠이광 가도(瑞光街道), 밍런 가도(明仁街道), 톄둥 가도(铁东街道), 신리 가도(新立街道), 싱푸 가도(幸福街道), 신화 가도(新华街道), 핑타이 가도(平台街道).
- 진: 링샤 진(岭下镇), 핑안 진(平安镇), 칭산 진(青山镇), 린하이 진(林海镇), 타오허 진(洮河镇).
- 향: 허우자 향(侯家乡), 바오핑 향(保平乡), 다링 향(大岭乡), 둥펑 향(东风乡), 싼허 향(三合乡), 링샤 향(岭下乡), 타오둥 향(洮东乡), 진샹 향(金祥乡), 융성 향(永胜乡), 더순 향(德顺乡).